# Maksim Lajusjkin
Maksim Viktorovitj Lajusjkin (Russisk: Максим Викторович Лаюшкин (født 22. august 1972 i Moskva) er en russisk fodbolddommer. Han har dømt internationalt under det internationale fodboldforbund FIFA siden 2009, hvor han er indrangeret som kategori 2-dommer, der er det tredjehøjeste niveau for internationale dommere. Han blev rykket op i kategori 2 i 2010.

## Kampe med danske hold
- Den 23. maj 2009: Kvalifikation til U/19 EM 2009: Elite round: Portugal U19 – Danmark U19 3-0.
- Den 29. september 2011: Gruppespil i Europa League: OB – Fulham 0-2.
- Den 23. august 2012: FC Midtjylland – Young Boys 0-3.

I forbindelse med kampen mellem FC Midtjylland og Young Boys kom Lajusjkin i fokus efter at have udvist FCM's Morten "Duncan" Rasmussen i en situation, hvor Rasmussen ikke havde opdaget at han allerede havde modtaget en advarsel for en forseelse tidligere i kampen. Episoden medførte at FC Midtjylland nedlagde protest til det europæiske fodboldforbund med påstand om omkamp, da episoden efter deres mening havde stor indflydelse på kampens resultat og klubbens muligheder for videre avancement i turneringen. UEFA afviste klubbens protest og fastholdt kampens resultat på 3-0 til schweizerne.